# Onitsha-Norte
Onitsha-Norte é uma Área de governo local no estado de Anambra, centro-sul da Nigéria. Onitsha é a única cidade na LGA Onitsha-Norte.